# Muadh ibn Jabal
 (mars 2022).
Si vous disposez d'ouvrages ou d'articles de référence ou si vous connaissez des sites web de qualité traitant du thème abordé ici, merci de compléter l'article en donnant les références utiles à sa vérifiabilité et en les liant à la section « Notes et références ».
Mu'adh ibn Jabal, de son vrai nom Abu Abd al-Rahman Mu'adh ibn Jabal ibn Amr ibn Aws (arabe : أبو عبد الرحمن معاذ بن جبل بن عمرو بن أوس), était encore un jeune garçon lorsque Mahomet commença à répandre le message de l'islam. Il était originaire de Médine et y resta la plupart du temps avec ce dernier. Il fut remarqué pour son intelligence, sa vivacité d'esprit, la beauté de sa récitation (ou bien l'art de la parole ?) et pour le fait qu'il restait très proche des gens.
Il est décrit comme un homme très séduisant. Ses yeux et ses cils étaient noirs, ses dents d'une extrême blancheur et ses cheveux étaient bouclés. La plupart des livres décrivant son apparence physique disent que si on le regarde, on est tout de suite abasourdi par sa beauté.
Il faisait tuer les apostats. (Sahih al-Bukhari 7157)
Une mosquée au Yémen, qu'il est censé avoir établie, porte son nom ; elle est aussi appelée Al-Janad Mosque (en).
Une mosquée pour les Yénémites porte également son nom aux Etats-Unis à Detroit.
La tombe où il est censé avoir été inhumé se situe en Jordanie à Al-Shunah al-Shamalyah (en).

## Source
- (en) Cet article est partiellement ou en totalité issu de l’article de Wikipédia en anglais intitulé « Muadh ibn Jabal » (voir la liste des auteurs).